# Poticuara ipiterpe
Poticuara ipiterpe là một loài bọ cánh cứng trong họ Cerambycidae.